# R.E.D.
R.E.D (acrónimo de Realizing Every Dream —en español: Aprovecha todos tus sueños—) es el quinto álbum del cantante estadounidense Ne-Yo. Fue lanzado a fines de octubre de 2012 bajo el sello discográfico Motown Records.

## Antecedentes y grabación
Tras el fracaso en ventas del cuarto disco Libra Scale Ne-Yo anunció el 25 de febrero de 2011 durante la gira de promoción de Libra Scale que a mediados de 2011 lanzaría su nuevo disco llamado Love and Passion y que previamente grabaría una mixtape en colaboración con Kevin Hart llamada "1O1". En el tributo a Michael Jackson el 13 de octubre de 2011 Ne-Yo había anunciado el nombre de su quinto disco sería The Cracks In Mr. Perfect además de que aparcaba temporalmente el lanzamiento de "1O1" para centrarse por completo en el disco.
Posteriormente Ne-Yo anunció que el álbum se titulará R.E.D' que corresponde Realising Every Dreams y sería lanzado en octubre de 2012.
El rapero estadounidense Fabolous afirmó que colaboraría con Ne-Yo en el disco, además Ne-Yo afirmó que le encantaría que los cantantes Lil Wayne, Drake y Chris Brown colaboraran con él.

## Sencillos
Lazy Love es el primer sencillo del disco,lanzado por Ne-Yo vía Twitter el 15 de mayo de 2012,y puesto en Descarga Digital el 14 de junio de 2012
El segundo sencillo titulado Let Me Love You (Until You Learn To Love Yourself) fue lanzado el 9 de julio. Colaboró en la composición de la canción, la australiana Sia Furler.

## Lista de canciones
| Edición estándar |                                                      |                                                                                      |                                           |          |  |
| N.º              | Título                                               | Escritor(es)                                                                         | Productor(es)                             | Duración |  |
| 1.               | «Cracks in Mr. Perfect»                              | Shaffer Smith, Robert S. Taylor                                                      | Shea Taylor                               | 4:56     |  |
| 2.               | «Lazy Love»                                          | Smith, Taylor                                                                        | Shea Taylor                               | 3:16     |  |
| 3.               | «Let Me Love You (Until You Learn to Love Yourself)» | Smith, Sia Furler, Mikkel S. Eriksen, Tor E. Hermansen, Mark Hadfield, Mike Di Scala | StarGate, Reeva & Black                   | 4:11     |  |
| 4.               | «Miss Right»                                         | Smith, Eriksen, Hermansen                                                            | StarGate                                  | 3:49     |  |
| 5.               | «Jealous»                                            | Smith, Allen Arthur, Clayton Reilly, Keith Justice                                   | PhatBoiz                                  | 4:07     |  |
| 6.               | «Don't Make Em Like You» (con Wiz Khalifa)           | Smith, Harmony Samuels, Cameron Thomaz                                               | Harmony "H-Money" Samuels                 | 4:09     |  |
| 7.               | «Be the One»                                         | Smith, Eriksen, Hermansen                                                            | StarGate                                  | 3:47     |  |
| 8.               | «Stress Reliever»                                    | Smith, Taylor                                                                        | Shea Taylor                               | 3:35     |  |
| 9.               | «She Is» (con Tim McGraw)                            | Smith, Luke Laird                                                                    | Luke Laird, Byron Gallimore               | 3:26     |  |
| 10.              | «Carry On (Her Letter to Him)»                       | Smith, Jesse Wilson                                                                  | Jesse "Corparal" Wilson, Reginald Smith   | 3:56     |  |
| 11.              | «Forever Now»                                        | Smith, Arthur, Reilly, Justice, Eriksen, Hermansen, Paul Baumer, Maarten Hoogstraten | StarGate, Bingo Players, Phatboiz         | 3:41     |  |
| 12.              | «Shut Me Down»                                       | Smith, Emanuel Kiriakou, Andrew Goldstein                                            | Emanuel "Eman" Kiriakou, Andrew Goldstein | 3:41     |  |
| 13.              | «Unconditional»                                      | Smith, Arthur, Reilly, Justice                                                       | Phatboiz                                  | 4:38     |  |

| Edición estándar en Japón con bonus tracks |        |              |               |          |  |
| N.º                                        | Título | Escritor(es) | Productor(es) | Duración |  |

| Edición especial |                                        | |                |          |  |
| N.º              | Título                                 | Escritor(es) | Productor(es)  | Duración |  |
| 14.              | «Should Be You» (con Fabolous & Diddy) | Smith, Salaam Remi, John Jackson, Carlos Coleman | Salaamremi.com | 4:15     |  |
| 15.              | «My Other Gun»                         | Smith, Ernest Wilson, Steve Wyreman, Kevin Randolph, Norman Landsberg, Felix Pappalardi, John Ventura, Leslie Weinstein, Gene Redd, Gene Redd Jr., Roy Handy, Cleveland Horne, Robert Bell, Ronald Bell, Robert Mickens, Dennis Thomas, Richard Westfie | No I.D.        | 3:18     |  |
| 16.              | «Alone With You (Maddie's Song)»       | Smith, Remi | Salaamremi.com | 4:58     |  |
| 17.              | «Let's Go» (Calvin Harris con Ne-Yo)   | Calvin Harris, Smith | Calvin Harris  | 3:53     |  |

| iTunes bonus track |              |                                          |                     |          |  |
| N.º                | Título       | Escritor(es)                             | Productor(es)       | Duración |  |
| 18.                | «Burning Up» | Smith, Eriksen, Hermansen, Sandy Wilhelm | StarGate, Sandy Vee | 3:33     |  |

| Target bonus tracks |                                              |                                                    |               |          |  |
| N.º                 | Título                                       | Escritor(es)                                       | Productor(es) | Duración |  |
| 18.                 | «All She Wants» (con Young Jeezy & RaVaughn) | Smith, Marcos Palacios, Ernest Clarke, Jay Jenkins | Da Internz    | 4:44     |  |
| 19.                 | «To Whom It May Concern»                     | Smith, Charles Harmon                              | Chuck Harmony | 4:20     |  |

Notas
1. ↑  Producido por Byron Gallimore con las voces de Tim McGraw.
2. ↑  Co-productores.

3. "My Other Gun" contiene elementos de "Long Red", interpretado por Mountain y elementos de "N.T. (partes 1 & 2)" interpretado por Kool and the Gang.